# 141特遣队
141特遣队（Task Force 141）是電子遊戲《2》、《3》、《決勝時刻Online》和現代戰爭系列的衍生跨媒體作品（包括：漫畫、短篇電影）中登場的一支虛構國際特種部隊。
在平行時空作品中普萊斯在劇情尾段提到即將組建一支編號為“141”的特遣隊。而在續作中則作為遊戲中的一個可玩陣營登場。
該部隊由英國的空降特勤隊、美國中央情報局和美軍旗下的特種作戰部隊，以及澳洲、新西蘭和加拿大等五眼聯盟成員國的特種部隊挑選幹員組建。
特遣队只有謝菲爾德將軍（General Shepherd）和普萊斯上尉可以檢視及管理相關資料。

## 版本差異

### 使命召唤：现代战争 三部曲
於原來的《現代戰爭》世界當中，141特遣队於2011年（即的主線劇情過後）成立。
為應對日益嚴峻的國際局勢，英國的空降特勤隊、美國的中央情報局和陸軍旗下的特種部隊（另外還有澳洲、新西蘭和加拿大等國的特種部隊）聯合組建了「141特遣隊」（Task Force 141）。後期由于謝菲爾德將軍的阴谋（參見），141特遣隊全员被通缉且不被各国承认，因此前期在141特遣队的徽章上有“disavowed”（除名）字样（參見）。在救出俄罗斯总统后才恢复名誉。

### 使命召唤：现代战争 2019年重啟系列
在重啟作品的劇情中則是於2019年俄羅斯生化毒氣事件後，普萊斯上尉有感恐怖組織開始抬頭和為應對日益嚴峻的國際局勢，而恐怖襲擊不斷漫延，有需要國家與國家之間情報支援，因此由美國中央情報局出資，美國及英國組建141特遣队。

## 早期成員
| 成員                                             | 軍階                                  | 使命召喚：現代戰爭 三部曲 | 使命召喚：現代戰爭 (2019年重啟系列) |
| ------------------------------------------------ | ------------------------------------- | --- | --- |
| 約翰·普萊斯（John Price）                        | 上尉                                  | 英國特種空勤團成員，是一名身經百戰的老兵，也是「肥皂」曾經的上司。為目前已知在故事結束時唯一仍存活的141特遣隊成員 | 化學武器事件後聯同美國組建141特遣隊 |
| 約翰·麥克塔維什「肥皂」（John "Soap" MacTavish） | 上尉（三部曲） 中士（2019年重啟系列） | 英國特種空勤團成員及141特遣隊隊長，在古拉格監獄救出普萊斯後將指揮權交予普萊斯，自己則退居二線。在布拉格一次行動中落入馬卡洛夫的陷阱（參見使命召喚：現代戰爭3），在生死關頭將尤里推出鐘樓，而自己卻被炸成重傷，在普萊斯和尤里將其帶出敵軍包圍後由於失血過多而犧牲。                                                              | 於化學武器事件後獲普萊斯推薦加入，卻在2023年救普萊斯時被馬卡洛夫殺害。 |
| 加斯（Gaz）                                      | 中尉（三部曲） 中士（2019年重啟系列） | 於“使命召喚4：現代戰爭”被扎卡耶夫處死，並未加入隊伍 | 為英國特種空勤團幹員凱爾·蓋瑞克，於化學武器事件後獲普萊斯推薦加入。 |
| 西蒙·萊利「幽靈」（Simon "Ghost" Riley）         | 中尉                                  | 英國特種空勤團及141特遣隊員，為“肥皂”的副手，特徵是頭戴印有骷髏頭的巴拉克拉瓦頭套及太陽眼鏡，主要負責部隊的後援工作。於安全屋行動中（參見使命召喚：現代戰爭2）取得了馬卡洛夫的重要數據后與“小強”一同撤離，之後背起受傷的小強移動到謝菲爾德將軍的直升機前，但卻被叛變的謝菲爾德將軍槍擊后焚尸。                                  | 於化學武器事件後獲普萊斯推薦加入 |
| 謝波德（Shepherd）                               | 上將                                  | 美國陸軍上將，141特遣隊的總指揮。同時擁有自己直屬的部隊暗影連（Shadow Company）。野心極大，意圖通過美俄戰爭使美國重回世界霸主位置，同時也意圖藉此為契機為5年前在核爆中喪生的三萬美軍士兵正名。在安全屋行動中背叛141特遣隊，將「小強」和「幽靈」殺害，並派兵清算餘下的成員，最後於阿富汗被「肥皂」以飛刀刺穿左眼球穿過腦髓而死。 | 部隊的總指揮官，但因他和格雷夫斯私運軍火給抗俄組織，軍火中途被俄方私人軍事服務公司科尼截獲並售給伊朗聖城軍少校哈珊，謝波德與格雷夫斯試圖掩蓋卻被萊斯威查出真相，格雷夫斯被141特遣隊和墨西哥特種部隊聯手趕出墨西哥，謝波德則在之後逃亡下落不明，而在一年後被普萊斯暗殺。 |

## 已知成員

### 使命召喚：現代戰爭 三部曲

#### 玩家扮演角色
- 加里·桑德森「小強」（Gary "Roach" Sanderson）：為第二部登場角色，英國特種部隊及141特遣隊員，階級為中士，跟隨“肥皂”一同出生入死，於安全屋行動中取得了馬卡洛夫的重要數據后于“幽靈”一同撤離，被馬卡洛夫手下所埋下的地雷擊中受傷，最後被叛變的謝菲爾德將軍槍擊后焚尸。
  - 其代號Roach可解作歐鯉，但亦可解作蟑螂、小強、大麻煙卷的煙蒂或警察等意思。
- 約瑟夫·艾倫（Joseph Allen）：為第二部登場角色，美國陸軍第75遊騎兵團第一營所屬士兵，階級為一等兵，因在阿富汗作戰時表現出色而被謝波德將軍招募到141特遣隊。其在該部隊的首次，也是最後一次的任務是以中情局臥底特工的身份，使用偽名阿列克謝·鮑羅丁（Alexei Borodin）潛入馬卡洛夫的恐怖組織，期間作為恐怖組織的一員艾倫也參與了扎卡耶夫國際機場的恐怖襲擊。在任務結束後，恐怖組織的成員準備撤離之時，艾倫被馬卡洛夫開槍擊斃，屍體被遺留在現場，令聯邦安全局的人員查出他是美國特工，誤以為恐襲是由美國政府一手策劃，從而導致美俄兩國全面開戰。事實是謝波德將軍早已跟馬卡洛夫串通，艾倫只是作為他們為了觸發美俄戰爭而利用的棋子。
- 尤里（Yuri）：為第三部登場角色（在第一部和第二部的重製版以彩蛋形式登場），前俄羅斯特種部隊成員，為尼古莱最優秀的戰士。在第三部作品，即141特遣隊被謝波德將軍背叛後，被通緝的普莱斯和“索普”，還有俄羅斯籍傭兵尼古莱等人爲了終結美俄戰爭而合作。作為尼古萊私人部隊最優秀戰士的尤里被尼古萊安排與普莱斯和“索普”打頭陣，有著共同目的的三人因而在多次非法行動中以類似一支作戰小隊的形式活動著。由於與普萊斯合作之時141特遣隊已被官方解散，故嚴格而言尤里並非該部隊的正式成員。後來得知尤里曾為馬卡洛夫的手下，並參與了1996年的普里皮亚季軍火交易，目睹伊姆蘭·扎卡耶夫被射斷一條手臂，以及在2011年的中東核爆事件，見證了馬卡洛夫命令核弹引爆的时刻。後因反对马卡洛夫于2016年策划的扎卡耶夫國際机场恐怖事件而被馬卡洛夫槍击僥倖生还（現代戰爭2關卡：不准说俄语），從此痛恨极端民族主義者，為了追殺馬卡洛夫及阻止其瘋狂行徑而成為尼古萊的傭兵。在美俄戰爭結束後不久與普莱斯於迪拜的綠洲酒店追擊馬卡洛夫，因救普莱斯而被马卡洛夫槍殺身亡。

#### 其他角色
- 梅林（Merlin）：在第二部作品關卡“大追捕”開始時擔任小強和索普所在車輛的司機。被羅哈斯的助手開槍擊穿擋風玻璃爆頭射殺。其名字梅林在重製版中得以確認。
- 羅伊斯（Royce）：在第二部作品關卡“大追捕”中隨同小強和叉燒一同追捕羅哈斯。在貧民窟槍戰中因寡不敵眾陣亡。
- 叉燒（Meat）：在第二部作品關卡“大追捕”中隨同小強和羅伊斯一同追捕羅哈斯。在貧民窟槍戰中因寡不敵眾陣亡。
- 神射手（Archer）：在第二部作品關卡“要事未了”中與蟾蜍一同為小強和幽靈等人提供狙擊支援，並以標槍飛彈擊毀兩部從馬卡洛夫的安全屋撤離的軍用貨車。
- 蟾蜍（Toad）：在第二部作品關卡“要事未了”中與神射手一同為小強和幽靈等人提供狙擊支援。
- 歐桑（Ozone）：在第二部作品關卡“要事未了”中與小強和幽靈一同行動，最終陣亡。
- 稻草人（Scarecrow）：在第二部作品關卡“要事未了”中與小強和幽靈一同行動，最終陣亡。
- 魯克（Rook）：在第二部作品關卡“敵人的敵人”中擔任肥皂和普萊斯逃亡用車輛的司機，最終被暗影連成員擊中陣亡。

## 已知任務

### 使命召喚：現代戰爭 三部曲
- 2011—2013年之間
  - 在烏克蘭的人質營救行動：為《現代戰爭2》官方外傳漫畫，《現代戰爭2：幽靈（英语：Modern Warfare 2: Ghost）》的環節。故事以141特遣隊員“幽靈”為主角，並紀錄了他在烏克蘭的一所學校拯救人質時的情景。期間“幽靈”不幸被武裝份子俘虜並遭到拷打，但他依然為了安撫受驚的學生人質而講述自身的故事，以及他加入141特遣隊的經過。故事最後“幽靈”成功脫身，並與前來增援的141特遣隊成員終結了該場危機。

- 2013年
  - 王魚行動（Operation Kingfish）：為第一部和第二部之間所發生的故事，最初只是由使命召喚的玩家和愛好者拍攝的真人短篇影片，後來被官方承認並取錄作遊戲劇情缺少環節的一部份。2013年，141特遣隊和三角洲部隊在烏克蘭發起行動代號為“王魚”（Kingfish）的聯合行動，目的是抓捕極端民族主義黨的繼任領導人弗拉基米爾·馬卡洛夫。行動中小隊進入了馬卡洛夫的設施，期間在一個房間內發現了馬卡洛夫的復仇計劃，其中一個目標居然是普萊斯。同時隊員們驚覺這次行動是個陷阱，馬卡洛夫早在房間內設置了炸藥，僥倖小隊成功地在爆炸前離開了設施。在撤離途中，小隊在友方的AC-130空中砲艇火力掩護下壓制敵軍攻擊，然而不久便被敵方使用RPG-7擊落。失去空中支援的小隊在面對大量敵軍下明顯地處於劣勢，期間“肥皂”在爆炸中受傷，令其他隊員需要合力移動他上直升機，而普萊斯則為其他隊員提供掩護。直到他們成功登機後，仍然在地上以火力掩護隊友的普萊斯命令直升機立刻起飛，隊員因而在迫不得已的情況下只好遺下普萊斯讓直升機起飛。最後，寡不敵眾的普萊斯被敵軍俘虜，並淪為極端民族主義黨政權的階下囚。

- 2013—2016年之間
  - 高空俱樂部（Mile High Club）：為第一部作品戰役模式的尾聲關卡，141特遣隊（遊戲內完全沒有提及過部隊的名稱，直到在“肥皂”的日記中得以確認參與此次行動的部隊為141特遣隊）的成員潛入了一架被恐怖份子脅持的客機，他們需要在極為有限的時間內從恐怖份子手上救出一名重要的人質，並跳出機外逃生。

- 2016年
  - 巔峰戰士（Cliffhanger）：美國人造衛星中的戰術識別系統（ACS）墜落在位於哈薩克斯坦境內天山山脈上的一座俄軍基地。141特遣隊的兩名隊員，約翰"肥皂"麥克塔維什上尉與蓋瑞"小強"桑德森中士奉命潛入基地取回模組。在取回模組並破壞敵人基地後兩人驚險逃脫。
  - 大追捕（Takedown）：扎卡耶夫國際機場恐襲事件後，俄羅斯政府發現了艾倫的屍體並得知他是美國特工，認定了屠殺是由美國一手策劃。為了證明兇手是馬卡洛夫，141特遣隊接受謝菲爾德將軍的指派，根據現場掉落彈殼分析的結果，前往巴西里約熱內盧抓捕為馬卡洛夫提供軍火的巴西軍火商羅哈斯。
  - 黃蜂窩（The Hornet's Nest）：雖然已經從羅哈斯取得馬卡洛夫的情報，但同時也已經來不及阻止俄羅斯對美國本土的全面入侵，因急於應對侵略，美軍無法迎接滯留在巴西的141特遣隊成員。為此，“肥皂”聯絡俄羅斯抵抗力量的尼古萊提供援助。最後，隊員們成功從當地民兵的包圍中殺出重圍前往撤離點。
  - 昨日遠比今日容易（The Only Easy Day... Was Yesterday）：141特遣隊從南美逃出後與美國海軍第6艦隊潛艦芝加哥號與達拉斯號會合，並被派遣到俄羅斯維霍列夫卡尋找一名讓馬卡洛夫恨之入骨，編號為627的犯人，但他們必須先殲滅以當地鑽油平台為防空飛彈基地、以油井工人為人質的的敵軍。
  - 古拉格（Gulag）：順利摧毀敵軍防空基地後，141特遣隊在美國海軍及空軍的支援下，前往勞改營深處營救第627號犯人，而該犯人正是在三年前的“王魚行動”中被俘虜的141特遣隊上尉，約翰·普萊斯。營救行動成功後，所有隊員在勞改營完全倒塌前成功撤離。
  - 應急計畫（Contingency）：普萊斯上尉回到141特遣隊後與謝波德將軍發生歧見，後者要求141特遣隊專注搜尋馬卡洛夫，普萊斯上尉則認為應該先終結在美國本土的戰事，141特遣隊在普萊斯上尉的領導下暫時脫離謝波德將軍的指揮，並向位於彼得羅巴甫洛夫斯克的一座俄軍潛艦基地發動進攻。期後，普萊斯向美國本土發射了一枚洲際導彈，引發了電磁脈衝，以延誤俄軍對美國的進攻。
  - 要事未了（Loose Ends）：謝菲爾德將軍得到命令不計代價獵殺馬卡洛夫，141特遣隊兵分兩路分別搜索馬卡洛夫的兩個藏身地：“肥皂”與普萊斯前往阿富汗的廢棄機場，“幽靈”和“小強”前往俄羅斯和格魯吉亞邊境的一棟別墅，試圖取得馬卡洛夫的行動資料（DSM）。最後“幽靈”和“小強”成功回收了DSM，卻由於謝菲爾德將軍的背叛而命喪他鄉。
  - 敵人的敵人（The Enemy of My Enemy）：謝菲爾德將軍背叛141特遣隊後，身處在阿富汗廢棄機場的“肥皂”與普萊斯被捲入馬卡洛夫與謝菲爾德將軍雙方人馬的混戰，普萊斯利用敵軍的通訊器向馬卡洛夫取得謝菲爾德將軍的藏身處，最後“肥皂”與普萊斯搭上了尼古萊駕駛的運輸機逃離現場。
  - 當年今日（Just Like Old Times）：謝菲爾德成為了戰爭英雄，141特遣隊被除名，“肥皂”與普萊斯則被發布最高通緝令，兩人來到了馬卡洛夫所提供的地點，一處隱密的山洞基地“Bravo Hotel”，準備一場自殺式行動，向謝菲爾德報仇，最後謝菲爾德甚至不惜犧牲自己的手下進行爆破及轟炸，但“肥皂”與普萊斯兩人仍一路追趕。
  - 遊戲結束（Endgame）：“肥皂”與普萊斯搭著橡皮艇緊追在謝波德身後，途中暗影連不斷妨礙，謝菲爾德搭上了接應用的直升機，普萊斯便朝直升機的螺旋槳射擊使它墜落，但兩人所搭乘的橡皮艇也墜落瀑布，“肥皂”醒來後四處走動，發現了墜毀的直升機及謝波德，謝波德逃到一處廢棄工廠後將身負重傷的“肥皂”擊倒在地上並將戰鬥刀刺在他身上後企圖用左輪手槍滅口，普萊斯及時趕到與謝菲爾德扭打但仍然不敵，身受二次重傷的“肥皂”拚盡全力將刀子拔出後擲向謝波德把他殺死，普萊斯扶起“肥皂”時，尼古萊駕駛直升機趕到並表示他知道一個安全的地方。
  - 不速之客（Persona Non Grata）：2016年8月17日，殺死謝菲爾德將軍後，普萊斯和尼古萊帶著傷重的「肥皂」來到印度北部喜馬偕爾邦的藏匿處，但不久後遭到馬卡洛夫派來的部隊攻擊。在前俄羅斯特種部隊成員尤里和尼古萊的俄羅斯傭兵部隊掩護下，眾人得以逃生。
  - 重返戰場（Back on the Grid）：尤里提供的線索顯示馬卡洛夫在通過塞拉利昂的一處軍火商運送某些物品，經由摩洛哥及西班牙運抵英國。普萊斯、尤里和經數個月療傷後漸轉康復的「肥皂」等眾人跟隨線索前往調查貨物但未能阻止貨物被運送離開。
  - 物歸原主（Return to Sender）：普萊斯聯繫前上司，特種空勤團指揮官麥克米蘭，獲得線索後協同眾人來到索馬里博薩索抓捕當地軍閥瓦拉比，並得到了馬卡洛夫的炸彈製造專家沃克（Volk）身在巴黎的情報後將消息告知三角洲部隊的金屬小隊。
  - 風暴之眼（Eye of the Storm）：普萊斯從三角洲部隊獲得情報，指馬卡洛夫將會在稍後來到布拉格。為了刺殺馬卡洛夫，普萊斯一行人來到已被俄軍佔據的當地與前俄軍士兵卡馬洛夫和捷克抵抗組織合作。
  - 患難兄弟（Blood Brothers）：在驅除一切障礙後，小隊準備就緒，等待馬卡洛夫的到來。然而對方似乎早已知道普萊斯他們的暗殺計劃，因此在先前已設下陷阱。行動中卡馬洛夫被敵方俘虜並被綁上炸藥炸死，尤里和肥皂提供狙擊掩護的建築物也隨後爆炸（肥皂此時聽到馬卡洛夫向尤里發送的通訊）。肥皂為掩護尤里在爆炸中受致命傷，並在向普萊斯透露馬卡洛夫認識尤里後氣絕，尤里在普萊斯逼問下承認自己曾經是馬卡洛夫的手下，但在一系列事件後信念開始動搖，而馬卡洛夫則因他反對機場屠殺案並暗中通知中情局一事曾試圖處決他，後被醫療人員救活，從此走上對抗極端民族主義者的道路，普萊斯選擇相信了尤里的故事並決定將其繼續留在部隊參與下一步行動。
  - 固若金湯（Stronghold）：得知馬卡洛夫身處布拉格城外的一座舊城堡後，普萊斯和尤里於黑夜潛入城堡，發現馬卡洛夫已獲悉俄羅斯總統的女兒亞蓮娜·沃謝夫斯基身在柏林並打算以她脅迫總統交出核彈發射密碼。在兩人成功撤離後，普萊斯把相關情報與三角洲部隊分享，金屬小隊隨即來到柏林嘗試救出亞蓮娜，可惜他們仍然來遲了一步。
  - 狡兔三窟（Down the Rabbit Hole）：普萊斯、尤里聯同三角洲部隊追蹤俄羅斯總統至俄羅斯西伯利亞的一座鑽石礦內，在救出俄羅斯總統父女之後三角洲部隊的桑德曼、格林奇和塔克為掩護撤退而留在礦井裡沒能上直升機，礦井倒塌後三人失蹤。救出總統後和談得以繼續，戰火即將平息。
- 2017年
  - 塵歸塵，土歸土（Dust to Dust）：停戰協議簽署的三個月後（2017年1月21日），普萊斯和尤里得知馬卡洛夫藏身在迪拜綠洲酒店後決定穿上重裝盔甲全副武裝地攻入。在尼古萊的幫助下，他們很快突入電梯並擊落馬卡洛夫一架直升機，但其撞向二人身處的電梯，導致他們的盔甲被損壞，兩人在沒辦法下只能丟棄盔甲，並跳上另一部電梯到達酒店頂層繼續追擊，但另一架直升機向他們發射火箭彈導致樓層坍塌。尤里身受重傷而普萊斯獨自繼續追擊並及時趕上接應馬卡洛夫的直升機。普萊斯跳上直升機殺死駕駛員的同時破壞了儀表盤，導致直升機失控墜落於酒店玻璃頂層。馬卡洛夫逃出機艙準備向普萊斯開槍之際被重傷的尤里擊中，但他隨即連開三槍擊斃尤里，普萊斯趁機撲倒馬卡洛夫，用鋼纜套在其脖子上並砸穿玻璃頂層，普萊斯掉到了下層走廊，馬卡洛夫則被鋼纜吊死，一切結束後普萊斯看着馬卡洛夫的屍體抽起了雪茄。

### 使命召喚：現代戰爭 2019年重啟系列
- 2020年
  - 在3月3日阿庫塔拉組織襲擊並佔領佛丹斯科之後，141特遣隊隊員參與到維和小隊中打擊阿庫塔拉。之後，Z先生在佛丹斯科釋放大量有毒氣體，使包括幽靈等141特遣隊隊員在內的維和小隊成員開始自相殘殺。
  - 之後，普萊斯、凱爾、尼古萊、亞歷克斯、法拉等人陸續進入佛丹斯科進行反恐行動，並在當年12月殺掉Z先生，阻止核導彈發射打擊華盛頓特區。
- 2022年
  - 2022年7月，141特遣隊在謝波德將軍的指揮下向俄羅斯資助的伊朗軍隊進行了一次外科手術式打擊，成功地刺殺了正於阿爾馬茲拉進行軍火交易的伊朗上將古布拉尼。不久，古布拉尼的副手，聖城軍少校哈桑·扎尼成為了其接班人，並在數個月內參與資助恐怖活動。他的活動隨即引起了謝波德和中央情報局站長凱特·萊斯威的注意，於是便派遣一支美國海軍陸戰隊特種作戰司令部小隊，由西蒙·“幽靈”·萊利中尉和約翰·“索普”·麥克塔維什中士帶頭領導，前往阿爾馬茲拉抓捕或擊殺哈桑。然而，當小隊抵達目的地時才發現哈桑已經逃離現場，而幽靈和索普則發現他居然擁有美國製彈道飛彈。為了繼續追蹤哈桑，萊斯威與約翰·普萊斯上尉和凱爾·“加斯”·蓋瑞克中士在阿姆斯特丹找到其中一名哈桑的信使，發現哈桑原來已經跟拉斯·阿爾瑪斯販毒集團結盟，並在墨西哥匿藏中。在一次於美墨邊境附近捉拿哈桑的行動失敗後，墨西哥特種部隊上校亞歷杭德羅·巴爾加斯和他的副手魯道夫·“魯迪”·帕拉軍士長連同幽靈、索普和影子連參與了一次聯合行動，以抓捕哈桑。雖然行動成功，但小隊考慮到政治因素而被迫釋放哈桑，不過同時亦在他的手機上裝上追蹤裝置。哈桑被追蹤的電話令普萊斯、萊斯威和加斯來到西班牙，以掃蕩一個實際上由拉斯·阿爾瑪斯販毒集團擁有、真正功用是用來作為走私中轉站的魚類養殖場，期間他們發現拉斯·阿爾瑪斯擁有一些供被盜飛彈使用的俄羅斯製GPS裝置。行動中萊斯威被阿蓋塔拉武裝份子俘虜，令普萊斯和加斯找來他們的老戰友“尼古萊”和法拉·卡里姆協助他們在烏茲克斯坦拯救萊斯威。另一方面，巴爾加斯和索普滲透了拉斯·阿爾瑪斯販毒集團的一次集會以找出他們的領袖“無名氏”，他們發現“無名氏”的真正身份竟然是巴爾加斯的前隊友瓦萊里婭·加爾薩。瓦萊里婭跟影子連作了個交易，說出了其中一枚導彈的位置。於是幽靈跟影子連指揮官菲利普·格雷夫斯、索普和巴爾加斯等人組成了一支聯合特遣隊以掃蕩一處廢棄的石油井架和一艘貨輪，以阻止導彈發射。任務雖然成功，但格雷夫斯和影子連卻背叛了141特遣隊和巴爾加斯，他們受謝波德所託接管了巴爾加斯的行動基地並拘留他的手下。混亂中格雷夫斯抓住了巴爾加斯，而幽靈和索普則成功逃脫。在帕拉的幫助下，萊斯威、普萊斯、索普和幽靈發起了一場越獄行動以拯救巴爾加斯和他的手下。在撤離期間，萊斯威表示她調查到哈桑之所以擁有美國製飛彈是謝波德和格雷夫斯在8月期間進行了一次非法的運輸任務，目的是向美國的抗俄中東盟友提供彈道飛彈，可是在行動中被俄羅斯私人軍事服務公司科尼襲擊，導致三枚彈道飛彈被搶奪後又交易給哈桑，謝波德亦為求自保而掩飾事件真相。在真相大白後，普萊斯與謝波德通話，誓言小隊將在消滅哈桑和格雷夫斯後過去找他。141特遣隊和墨西哥特種部隊成功炸毀疑似格雷夫斯身處的戰車（後來於第五季中證實他當時根本不在場，因此仍然活著），並從瓦萊里婭口中得知哈桑正身處芝加哥，他打算朝華盛頓發射餘下的飛彈。141特遣隊最終成功挫敗哈桑的陰謀及殺死他。

## 在其他作品中的彩蛋
- 在中的關卡“Fly South”當中，中情局特工威利斯·亨特利曾提到他將要到俄羅斯與141特遣隊會師。